# 喀喇沁亲王府及家庙
41°50′18″N 118°30′01″E / 41.83833°N 118.50028°E
喀喇沁亲王府及家庙位于中国内蒙古自治区赤峰市喀喇沁旗王爷府镇，是清代内蒙古卓索图盟喀喇沁右翼旗的王府、佛堂、文武庙和宗祠，2001年被列为第五批全国重点文物保护单位，现已辟为中国清代蒙古王府博物馆。
喀喇沁亲王府始建于清康熙十八年（1679年），初按郡王府规格建造，乾隆四十八年（1783年）按亲王府规格扩建。现占地四万平方米，呈中、东、西三路布局。